# Уилсон, Пита
Пи́та Ги́а Уи́лсон (англ. Peta Gia Wilson; род. 18 ноября 1970, Сидней, Австралия) — австралийская актриса кино и телевидения, модель. Известна по главной роли в канадском шпионском телесериале «Её звали Никита» (1997—2001).

## Биография

### Молодость
Родилась в семье отставного офицера Уилсона Дарси и поставщика провизии Карлен Уайт. Через четыре года у неё появился брат Роб.
В 1975 году переехала в Папуа — Новую Гвинею и на 9 месяцев заболела малярией. Ухаживающая за ней после этого бабушка Элизабет решительно занялась физическим воспитанием внучки. Она поднимала её в 4 утра, обливала ледяной водой, жарила для неё яичницу и отправляла на тренировку в баскетбольную секцию. Чуть позже, уже в школе, Пита занялась ещё и дзюдо.
Затем она часто переезжала, меняя школы каждые шесть месяцев. В 1985 году её родители развелись.

Я жила с матерью, а брат с отцом. Было очень трудно. Мне нужно было постоянство, устойчивость, и поэтому я стала жить с дедушкой и бабушкой.

### Карьера
В 1991 году Пита переехала в Лос-Анджелес. Она посещала актёрские курсы и получила несколько мелких ролей в независимых фильмах — «Неудачник», «Один из нас», сериалах «Незнакомцы», «Горец», которые начали её телевизионную карьеру.
К 1996 году Пита была готова уехать из Лос-Анджелеса, чтобы направиться в Нью-Йорк с целью продолжить работу и обучение в театре. Но прежде её агент убедил её провести телевизионные пробы для «Её звали Никита». Без больших ожиданий, даже не уверенная, что хотела сниматься в телесериале, Пита явилась на пробы и обошла более чем 200 других актрис. Она готовилась к съёмкам 2 месяца, занимаясь тхэквондо, освоила технику рукопашного боя и кикбоксинга. Большинство своих трюков в фильме она выполняет сама. Телесериал стал своеобразным трамплином для её карьеры. В 1998 году она использовала паузу в съёмках сериала между вторым и третьим сезонами, чтобы сняться в фильме «Милосердие».
Летом 2000 года Пита снимается в мини-сериале «Девочки в большом городе» телеканала Showtime. Затем она вместе с Тилем Швайгером и Леонардом Робертсом работает над новой ролью в фильме «Джо и Макс».

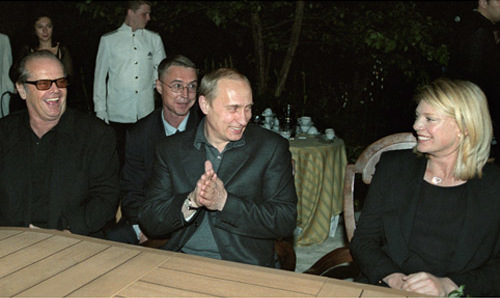
Пета Уилсон с Владимиром Путиным и Джеком Николсоном на даче у Никиты Михалкова. 27 июня 2001

В июне 2001 года Питу приглашают в Россию на XXIII Московский международный кинофестиваль, куда она прибывает в сопровождении Дэмиана Харриса. Именно она удостаивается чести объявить фестиваль открытым. Вместе с другими звёздными гостями кинофестиваля Пита посещает дачу Михалкова и общается с президентом Путиным.
В июне 2002 года, принимает предложение студии 20th Century Fox на съемку в фильме «Лига выдающихся джентльменов», в котором играет вампиршу Вильгельмину Харкер. Чтобы соответствовать образу, постоянно носила клыки и специальные контактные линзы. За фильмом последовала лавина приглашений на ток-шоу и съёмки для известнейших глянцевых журналов таких как: как People, Gear, FHM, Maxim, Playboy, Premiere.
В 2004 году принимает предложение сняться в главной роли в телефильме «Притворство и коварство». В конце этого же года принимает участие в съёмках двух эпизодов нового сериала студии FOX «Джонни Зеро». А летом 2005 года актриса получает эпизодическую роль в новом крупномасштабном фильме кинокомпании Warner Bros. «Возвращение Супермена».
Открывает компанию PSYCHT по продаже солнечных очков, часов и кроссовок (впоследствии отошла от дел), и стала владелицей промышленной компании SweetLips. В 2004 году Пита стала лицом компании Serengeti — крупнейшего производителя солнцезащитных очков.

### Личная жизнь
В свободное от работы время Пита занимается подводным плаванием, верховой ездой, крикетом, рисованием и выращиванием растений. Также её отец привил ей любовь к старым автомобилям и за неимением места в гараже держал старые моторы у неё в спальне. Сейчас у неё их три: Chevrolet 1958 года, Ford 1957 года и Dodge 1938 года.
По приезде в Лос-Анджелес она встретила Дэмиана Харриса. Пита начала встречаться с ним, а спустя 3 месяца они переехали в дом Хиллов в Голливуде. В феврале 2002 у них родился сын Марлоу. Впоследствии пара рассталась.
Сейчас Пита живёт на два континента, разрываясь между домом в Австралии и работой в Штатах.

## Фильмография
| Фильмы      | Фильмы                            | Фильмы                                | Фильмы               |
| Год         | На русском языке                  | На языке оригинала                    | Роль                 |
| ----------- | --------------------------------- | ------------------------------------- | -------------------- |
| 1996        | Неудачник                         | Loser                                 | Алиша Рурк           |
| 1996        | Признание женщины                 | Woman Undone                          | регистратор          |
| 1997        | Неуловимый                        | Vanishing Point                       | девочка на мотоцикле |
| 1997        | Один из нас                       | One of Our Own                        | капрал Дженнифер Вон |
| 2000        | Милосердие                        | Mercy                                 | Вики Киттри          |
| 2002        | Джо и Макс                        | Joe and Max                           | Энн Ондра            |
| 2003        | Лига выдающихся джентльменов      | The League of Extraordinary Gentlemen | Вильгельмина Харкер  |
| 2006        | Возвращение Супермена             | Superman Returns                      | Бобби-Фай            |
| 2007        | Ночные сады                       | Gardens of the Night                  | Сара                 |
| 2008        | Красивая                          | Beautiful                             | Шерри Хобсон         |
| 2009        | Акулы Малибу                      | Malibu Shark Attack                   | Хизер                |
| 2010        | Мальчик на побегушках             | Errand_boy                            | Джинн                |
| 2011        | Oсвoбодитель                      | Liberator                             | Марла Крисуэлл       |
| 2014        | Убийствo пo-голландски            | Dutch Kills                           | Леди Бишоп           |
| Телевидение |                                   |                                       |                      |
| Год         | На русском языке                  | На языке оригинала                    | Роль                 |
| 1992 — 1998 | Горец                             | Highlander                            | инспектор            |
| 1996        | Незнакомцы                        | Strangers                             | Марта                |
| 1997 — 2001 | Её звали Никита                   | La Femme Nikita                       | Никита               |
| 2001        | Девочки в большом городе          | A Girl Thing                          | Алекс                |
| 2004        | Притворство и коварство           | False Pretenses                       | Диана / Ди Ди        |
| 2005        | Джонни Зеро                       | Jonny Zero                            | Эли                  |
| 2005 — 2008 | Путаница                          | Two Twisted                           | Миша Спаркли         |
| 2010        | C.S.I.: Место преступления Майами | СSI: Miami                            | Аманда               |
| 2012        | Искатель                          | The Finder                            | Поуп                 |

## Достижения
- Появилась на обложке журнала Playboy в июльском номере 2004 года[4].
- Рекламное лицо косметической компании «Serengeti» с 2004 года. Рекламирует солнцезащитные очки.
- В 2012 году запустила бренд нижнего белья под названием Wylie Wilson, с флагманским магазином в Лос-Анджелесе, штат Калифорния[5].

## Награды и номинации
| Год  | Результат | Премия  | Категория                                             | Фильм или сериал               |
| ---- | --------- | ------- | ----------------------------------------------------- | ------------------------------ |
| 1998 | Номинант  | Джемини | Лучшая драматическая актриса играющая постоянную роль | «Её звали Никита»              |
| 1998 | Номинант  | Сатурн  | Лучшая актриса на ТВ                                  | «Её звали Никита»              |
| 1999 | Номинант  | Джемини | Лучшая драматическая актриса играющая постоянную роль | «Её звали Никита»              |
| 2004 | Номинант  | Сатурн  | Лучшая актриса второго плана                          | «Лига выдающихся джентльменов» |

## Комментарии
1. ↑  Распространена транслитерация Пета, не соответствующая фактическому английскому произношению[2].